# Gunung Alue Kruet
Gunung Alue Kruet är en kulle i Indonesien.   Den ligger i provinsen Aceh, i den västra delen av landet, 1 700 km nordväst om huvudstaden Jakarta. Toppen på Gunung Alue Kruet är 144 meter över havet, eller 100 meter över den omgivande terrängen. Bredden vid basen är 2,2 km.
Terrängen runt Gunung Alue Kruet är platt åt sydväst, men åt nordost är den kuperad.Runt Gunung Alue Kruet är det ganska glesbefolkat, med 22 invånare per kvadratkilometer. I omgivningarna runt Gunung Alue Kruet växer i huvudsak städsegrön lövskog.